# Сан-Роберто
Сан-Роберто (итал. San Roberto) — коммуна в Италии, располагается в регионе Калабрия, подчиняется административному центру Реджо-Калабрия.
Население составляет 1987 человек, плотность населения составляет 58 чел./км². Занимает площадь 34 км². Почтовый индекс — 89050. Телефонный код — 0965.
Покровителем коммуны почитается святой Георгий, празднование в первый понедельник августа.